# Veronica aphylla
Espèce
Veronica aphylla, la véronique sans feuilles, aussi appelée véronique aphylle ou véronique à tige nue est une petite plante vivace poussant en montagne. Contrairement à ce que laisse penser son nom, elle a des feuilles, mais celles-ci forment une sorte de rosette au ras du sol et les fleurs sont portées par un long pédoncule nu, semblable à une tige.
La plante appartient au genre Veronica et à la famille des Plantaginacées selon la classification APG III. Elle était autrefois classée dans la famille des Scrofulariacées.

## Description

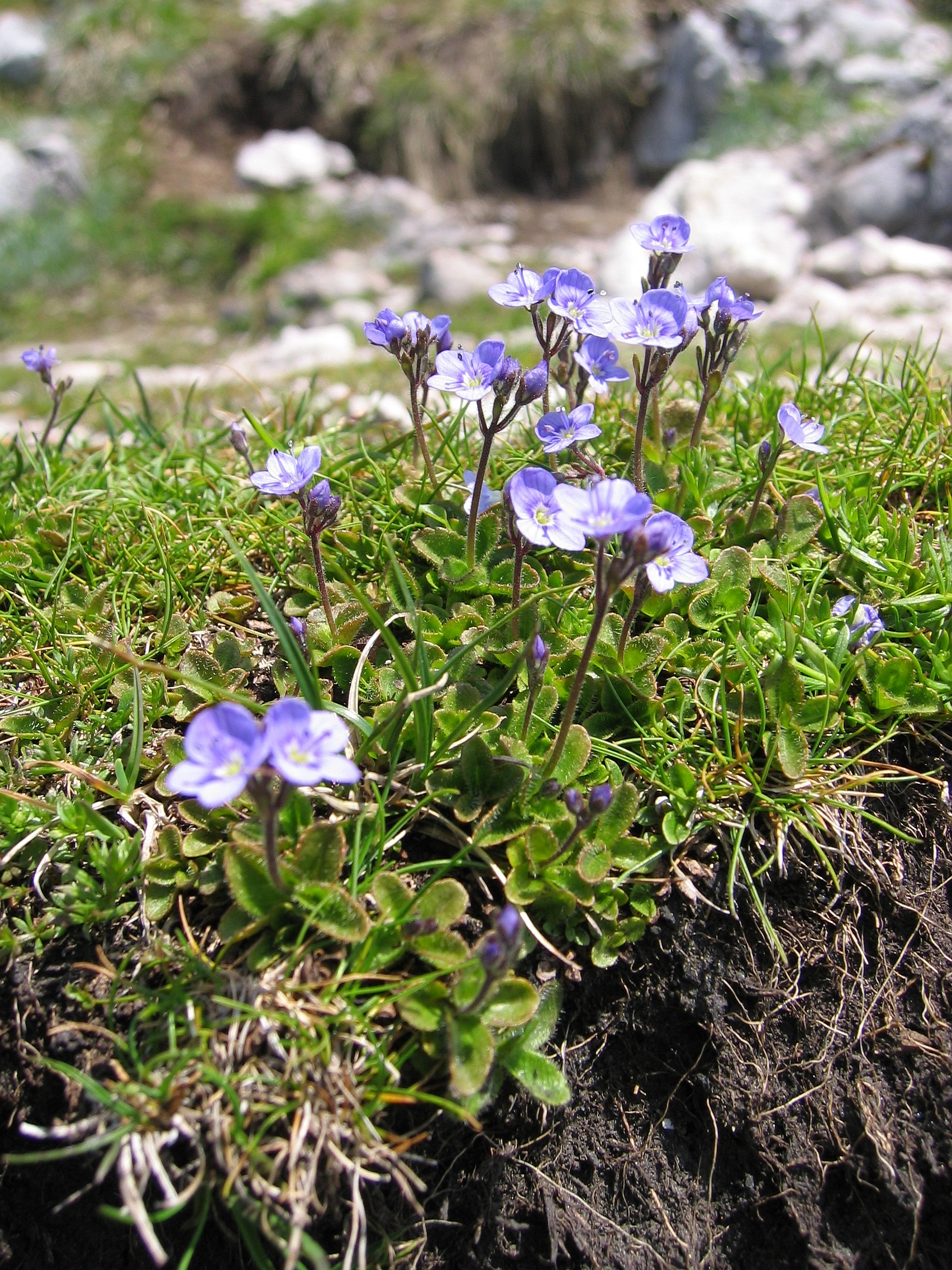
Touffes de Veronica aphylla

### Morphologie générale et végétative
Plante herbacée tapissante, légèrement velue, dont la tige très courte (0,5 à 3 cm), donne l'impression que les feuilles sont radicales. Feuilles elliptiques, luisantes, à bord cilié et très légèrement denté.

### Morphologie florale
La floraison a lieu de juin à août.
Fleurs hermaphrodites groupées en un petit racème à l'extrémité d'un long pédoncule (3 à 7 cm), brunâtre, à poils courts. Chaque racème porte peu de fleurs (1 à 5), les pédicelles ont à leur base de petites bractées. Fleurs généralement bleu foncé, parfois rose lilas, à pétales légèrement striés et blancs à la base. Calice cilié. Quatre pétales, deux longues étamines encadrant un style lui aussi assez long. Pollinisation par les insectes ou autogame.

### Fruit et graines
Le fruit est une petite capsule ciliée en forme de cœur. Dissémination par le vent (anémochorie).

## Répartition et habitat
Plante vivace poussant en montagne, de 1 200 à 2 800 mètres d'altitude, dans les Alpes, le Jura et les Pyrénées. On la rencontre presque toujours sur sol calcaire, dans les pâturages et les lieux rocheux.